# Gureni
Gureni – wieś w Rumunii, w okręgu Gorj, w gminie Peștișani. W 2011 roku liczyła 393 mieszkańców.